# Robert Faller
Robert Faller (* 16. April 1924 in Le Locle; † 24. Juni 1983 in Lausanne, heimatberechtigt in Le Petit-Saconnex) war ein Schweizer Dirigent.

## Biografie
Faller studierte Violine, Horn und Orchesterleitung an den Konservatorien von La Chaux-de-Fonds und Bern. Er spielte ein Jahr im Sinfonieorchester St. Gallen mit, ehe er in Paris weiterstudierte. Im Jahre 1948 wurde er Violinist und dann Solohornist am Kammerorchester Lausanne. Ab 1953 war er als Lehrer am Konservatorium Lausanne tätig. Im Jahre 1956 trat er in die Fussstapfen seines Vaters und übernahm seine Tätigkeiten – er dirigierte fortan zahlreiche Konzerte in der Schweiz und im Ausland. Eine Weiterbildung genoss er von 1961 bis 1962 bei Rafael Kubelík und Igor Markevitch und arbeitete von 1967 bis 1983 als deren Assistenten. Seine Schüler am Horn waren unter anderem Bruno Schneider und Jean Balissat.

## Ehrungen
Im Jahr 1969 erhielt er den Arthur-Honegger-Preis und war ab diesem Zeitpunkt steter Teilnehmer des Pariser Sommerfestivals.